# Gare de Graide
La gare de Graide est une gare ferroviaire belge de la ligne 166, de (Dinant) Y Neffe à Bertrix, située à proximité de Graide, section de la commune de Bièvre, en Région wallonne dans la province de Namur.
Elle est mise en service en 1880 par les Chemins de fer de l'État belge. C'est une gare de la Société nationale des chemins de fer belges (SNCB) desservie par des trains  Omnibus (L) et d'Heure de pointe (P).

## Situation ferroviaire
Établie à 392 m d'altitude, la gare de Graide est située au point kilométrique (PK) 51,60 de la ligne 166, de (Dinant) Y Neffe à Bertrix, entre les gares ouvertes de Gedinne et de Carlsbourg.

## Histoire
La station de Bièvre-Graide est mise en service le 20 décembre 1880. Elle change de nom, en devenant simplement la station de Graide le 7 novembre 1883. Entre 1887 et 1984, Bièvre aura sa propre halte, désormais disparue.
Elle devient gare d'échange le 14 août 1908, lorsque la Société nationale des chemins de fer vicinaux (SNCV) prolonge la ligne de tramway vicinal Wellin - Daverdise du groupe de Wellin vers Graide (village) et la gare. La ligne entre Daverdisse et la gare est fermée en juin 1952. 
La gare devient un point d'arrêt avec la fermeture de son guichet le 23 mai 1993. La cour à marchandises et les voies de service sont fermées le 24 décembre 1994.

## Service des Voyageurs

### Accueil
Halte SNCB, c'est un point d'arrêt non géré (PANG) à accès libre.

### Desserte
Graide est desservie par des trains Omnibus (L) et d'Heure de pointe (P) de la SNCB, qui effectuent des missions sur la ligne 166.

#### Semaine
En semaine, la desserte comprend un train L par heure reliant Namur à Libramont via Dinant.
Il existe également deux trains d’heure de pointe, le matin :
- un train P reliant Gedinne à Arlon via Libramont et Virton[6] ;
- un train P reliant Bertrix à Dinant ;
- un train P reliant Bertrix à Namur.

#### Week-ends et fériés
La desserte se résume à un train L toutes les deux heures reliant Namur à Libramont.

### Intermodalité
Un parking pour les véhicules y est aménagé. Un arrêt de bus est à proximité.

## Comptage voyageurs
Le graphique et le tableau montrent le nombre de passagers qui en moyenne embarquent durant la semaine, le samedi et le dimanche.
| Nombre de voyageurs qui embarquent à la gare de Graide | Nombre de voyageurs qui embarquent à la gare de Graide | Nombre de voyageurs qui embarquent à la gare de Graide | Nombre de voyageurs qui embarquent à la gare de Graide |
|                                                        | Semaine                                                | Samedi                                                 | Dimanche                                               |
| ------------------------------------------------------ | ------------------------------------------------------ | ------------------------------------------------------ | ------------------------------------------------------ |
| 1977                                                   | 98                                                     | 42                                                     | 52                                                     |
| 1978                                                   | 110                                                    | 34                                                     | 66                                                     |
| 1979                                                   | 108                                                    | 32                                                     | 41                                                     |
| 1980                                                   | 93                                                     | 22                                                     | 53                                                     |
| 1981                                                   | 89                                                     | 16                                                     | 74                                                     |
| 1982                                                   | 113                                                    | 23                                                     | 57                                                     |
| 1983                                                   | 91                                                     | 26                                                     | 56                                                     |
| 1984                                                   | 95                                                     | 26                                                     | 67                                                     |
| 1985                                                   | 107                                                    | 31                                                     | 72                                                     |
| 1986                                                   | 111                                                    | 31                                                     | 61                                                     |
| 1987                                                   | 104                                                    | 37                                                     | 50                                                     |
| 1988                                                   | 101                                                    | 36                                                     | 68                                                     |
| 1989                                                   | 101                                                    | 40                                                     | 70                                                     |
| 1990                                                   | 84                                                     | 23                                                     | 12                                                     |
| 1991                                                   | 65                                                     | 28                                                     | 56                                                     |
| 1992                                                   | 77                                                     | 28                                                     | 75                                                     |
| 1993                                                   | 82                                                     | 39                                                     | 55                                                     |
| 1994                                                   | 63                                                     | 25                                                     | 56                                                     |
| 1995                                                   | 75                                                     | 29                                                     | 37                                                     |
| 1996                                                   | 66                                                     | 20                                                     | 74                                                     |
| 1997                                                   | 67                                                     | 29                                                     | 60                                                     |
| 1998                                                   | 77                                                     | 30                                                     | 62                                                     |
| 1999                                                   | 67                                                     | 34                                                     | 54                                                     |
| 2000                                                   | 60                                                     | 32                                                     | 40                                                     |
| 2001                                                   | 59                                                     | 21                                                     | 106                                                    |
| 2002                                                   | 71                                                     | 34                                                     | 108                                                    |
| 2003                                                   | 89                                                     | 30                                                     | 58                                                     |
| 2004                                                   | 88                                                     | 36                                                     | 70                                                     |
| 2005                                                   | 86                                                     | 33                                                     | 106                                                    |
| 2006                                                   | 106                                                    | 42                                                     | 98                                                     |
| 2007                                                   | 105                                                    | 44                                                     | 87                                                     |
| 2008                                                   | -                                                      | -                                                      | -                                                      |
| 2009                                                   | 144                                                    | 46                                                     | 100                                                    |
| 2010                                                   | -                                                      | -                                                      | -                                                      |
| 2011                                                   | -                                                      | -                                                      | -                                                      |
| 2012                                                   | 92                                                     | 47                                                     | 97                                                     |
| 2013                                                   | 103                                                    | 38                                                     | 111                                                    |
| 2014                                                   | 84                                                     | 41                                                     | 94                                                     |
| 2015                                                   | 84                                                     | 30                                                     | 51                                                     |
| 2016                                                   | 68                                                     | 30                                                     | 50                                                     |
| 2017                                                   | 73                                                     | 53                                                     | 100                                                    |
| 2018                                                   | 65                                                     | 32                                                     | 79                                                     |
| 2019                                                   | 73                                                     | 56                                                     | 80                                                     |
| 2020                                                   | 49                                                     | 28                                                     | 72                                                     |
| 2021                                                   | -                                                      | -                                                      | -                                                      |
| 2022                                                   | 105                                                    | 43                                                     | 50                                                     |
| 2023                                                   | 82                                                     | 33                                                     | 51                                                     |
| 2024                                                   | 98                                                     | 44                                                     | 71                                                     |

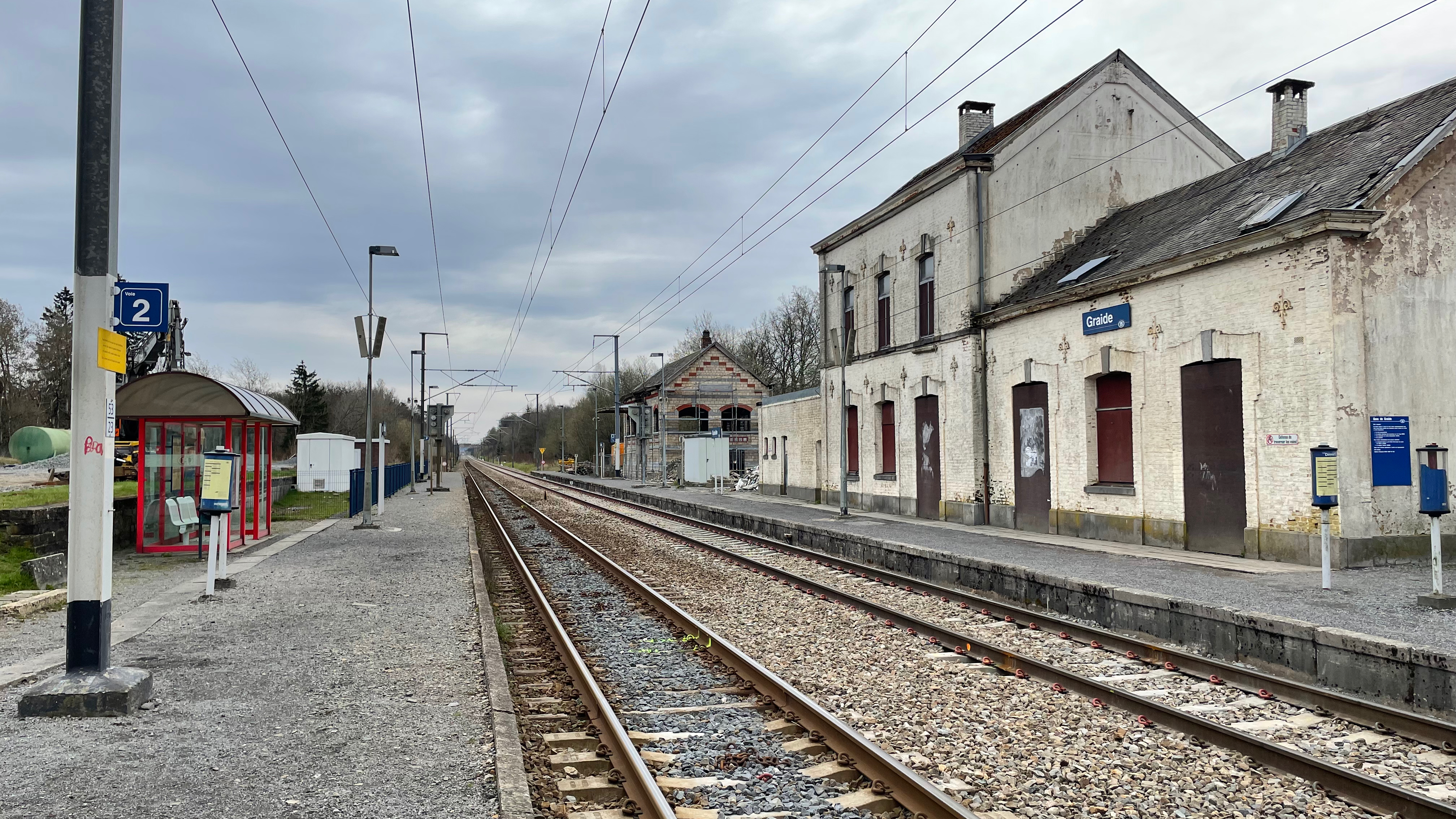
Bâtiments de la gare en 2023.
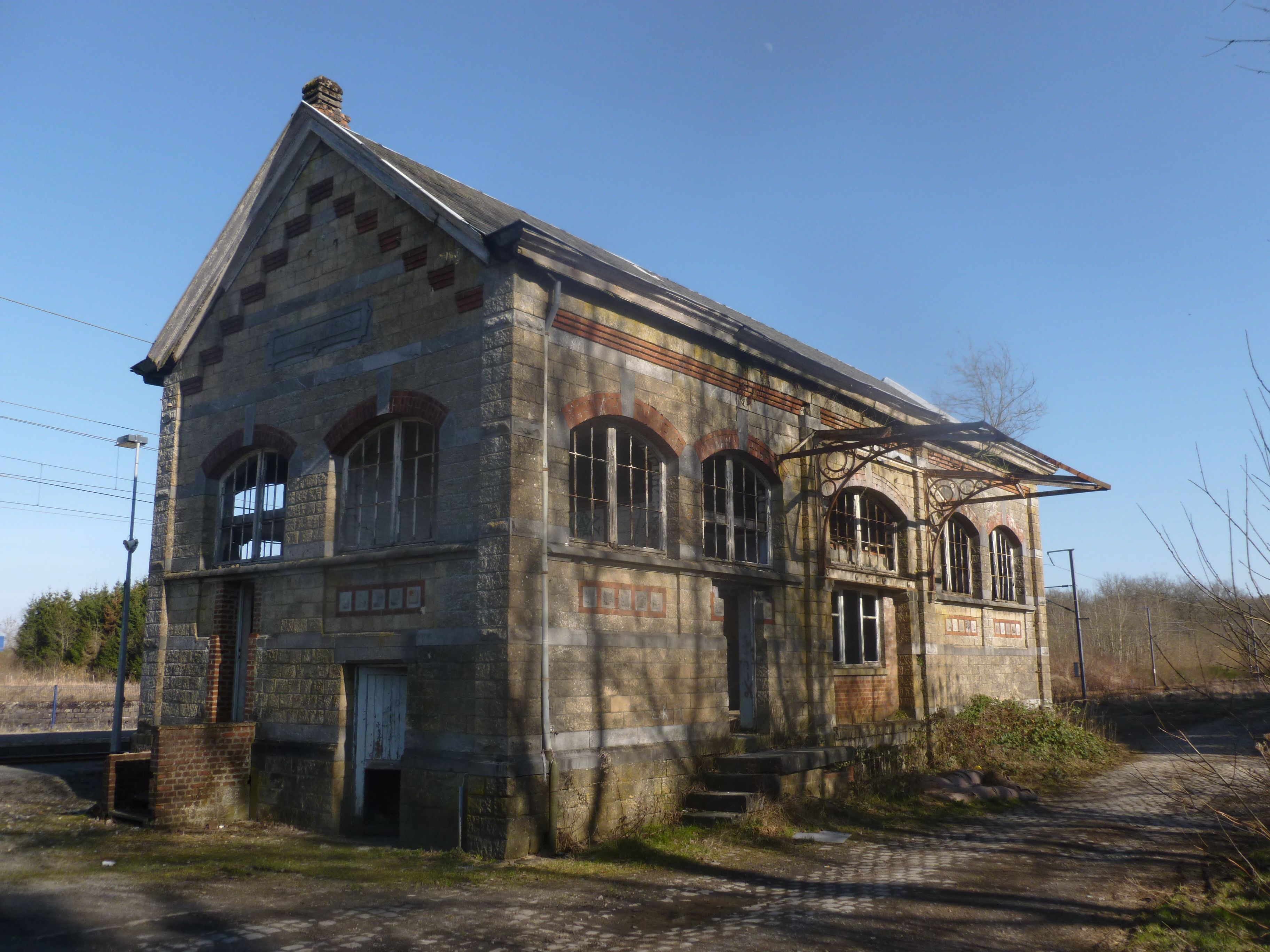
Halle à marchandises de la gare de Graide (2014).
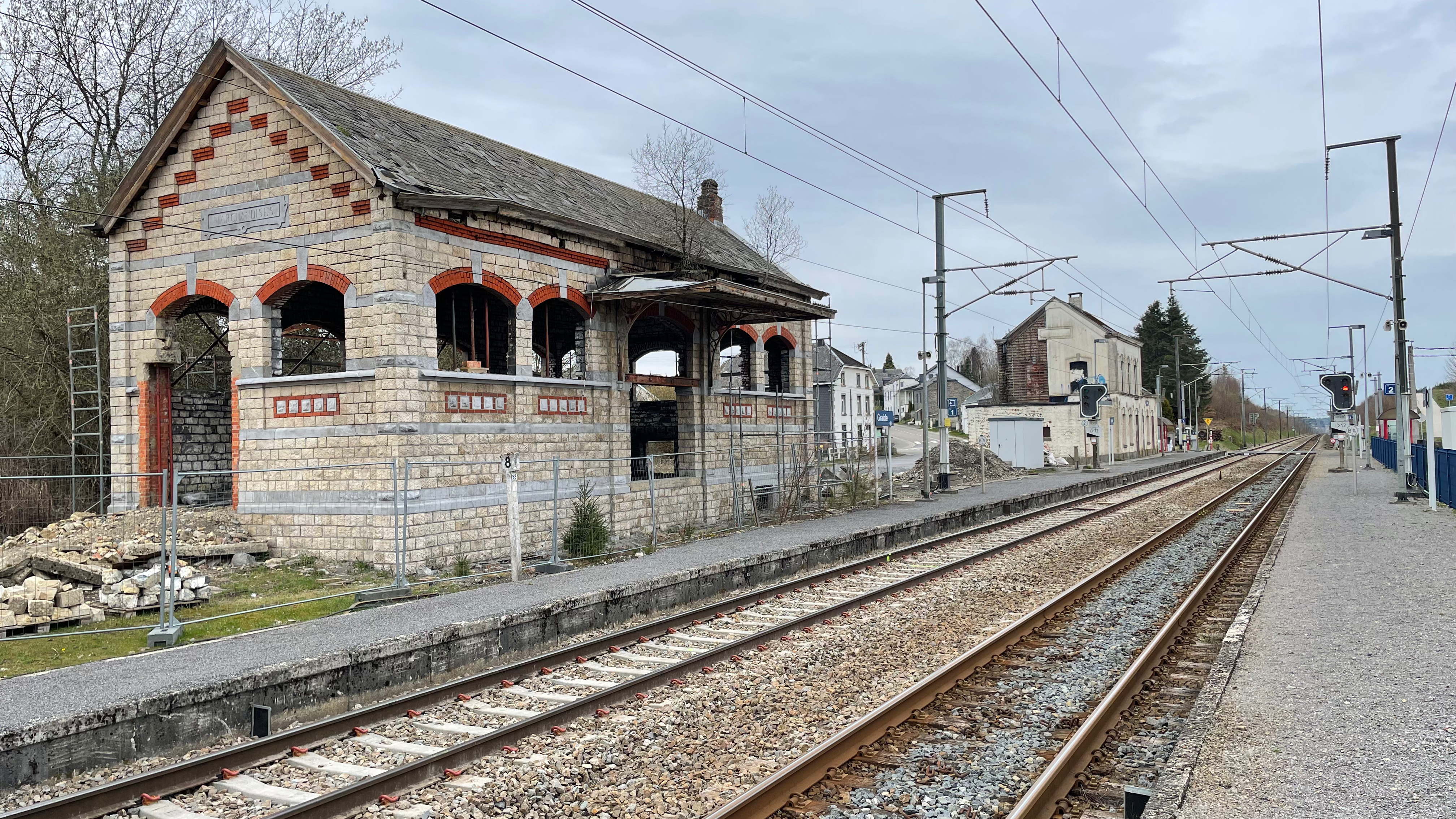
Rénovation (2023).